# NGC 4346
NGC 4346 (другие обозначения — UGC 7463, MCG 8-23-16, ZWG 244.9, PGC 40228) — линзообразная галактика (SB0) в созвездии Гончих Псов.
Относится к спутникам M 106, является ярчайшим из них. Её профиль поверхностной яркости похож на таковые у эллиптических галактик. В её спектре наблюдается немного слабых эмиссионных линий, она относится к галактикам типа LINER, излучения в рентгеновском диапазоне от неё не обнаружено.
Этот объект входит в число перечисленных в оригинальной редакции «Нового общего каталога».
Галактика NGC 4346 входит в состав группы галактик NGC 4051. Помимо NGC 4346 в группу также входят ещё 19 галактик.